# 티모 베르너
티모 베르너(독일어: Timo Werner, 1996년 3월 6일 ~ )는 독일의 축구 선수로 포지션은 공격수다. 현재 잉글랜드 축구 리그인 프리미어리그의 토트넘 홋스퍼에서 활동하고 있다.

## 클럽 경력

### VfB 슈투트가르트
2013년 8월 1일 UEFA 유로파리그 2013-14 예선에서 PFC 보테프 플로브디프를 상대로 데뷔전을 가졌다. 당시 나이는 17세 4개월 25일로, 공식 경기에 출전한 선수 중 슈투트가르트 역사상 가장 어린 선수로 기록되었다.
2013년 8월 17일 레버쿠젠을 상대로 분데스리가 데뷔전을 가졌다. 2013년 10월 22일에 아인트라흐트 프랑크푸르트를 상대로 분데스리가 데뷔골을 기록하였다. 같은 해 11월 1일 프라이부르크를 상대로 두 골을 기록하며 분데스리가 역사상 멀티골을 기록한 가장 어린 선수로 기록되었다.

### RB 라이프치히
2016년 6월 11일 RB 라이프치히와 4년 계약에 합의했다. 이적료는 1,000만 유로로 라이프치히 역사상 가장 큰 금액의 투자였다. 2019-2020시즌에는 리그에서 28골을 넣어 분데스리가 득점 랭킹 2위를 기록했다.

### 첼시
2020년 6월 18일 첼시 FC와 5년 계약에 합의했다. 분데스리가 종료 후 7월 합류했다.

### RB 라이프치히 복귀
2022년 8월 9일 RB 라이프치히와 4년 계약을 체결하고 복귀했다.
2024년 1월 9일, 토트넘 홋스퍼와 임대 계약을 체결하고 EPL에 복귀했다.

## 국가대표팀 경력

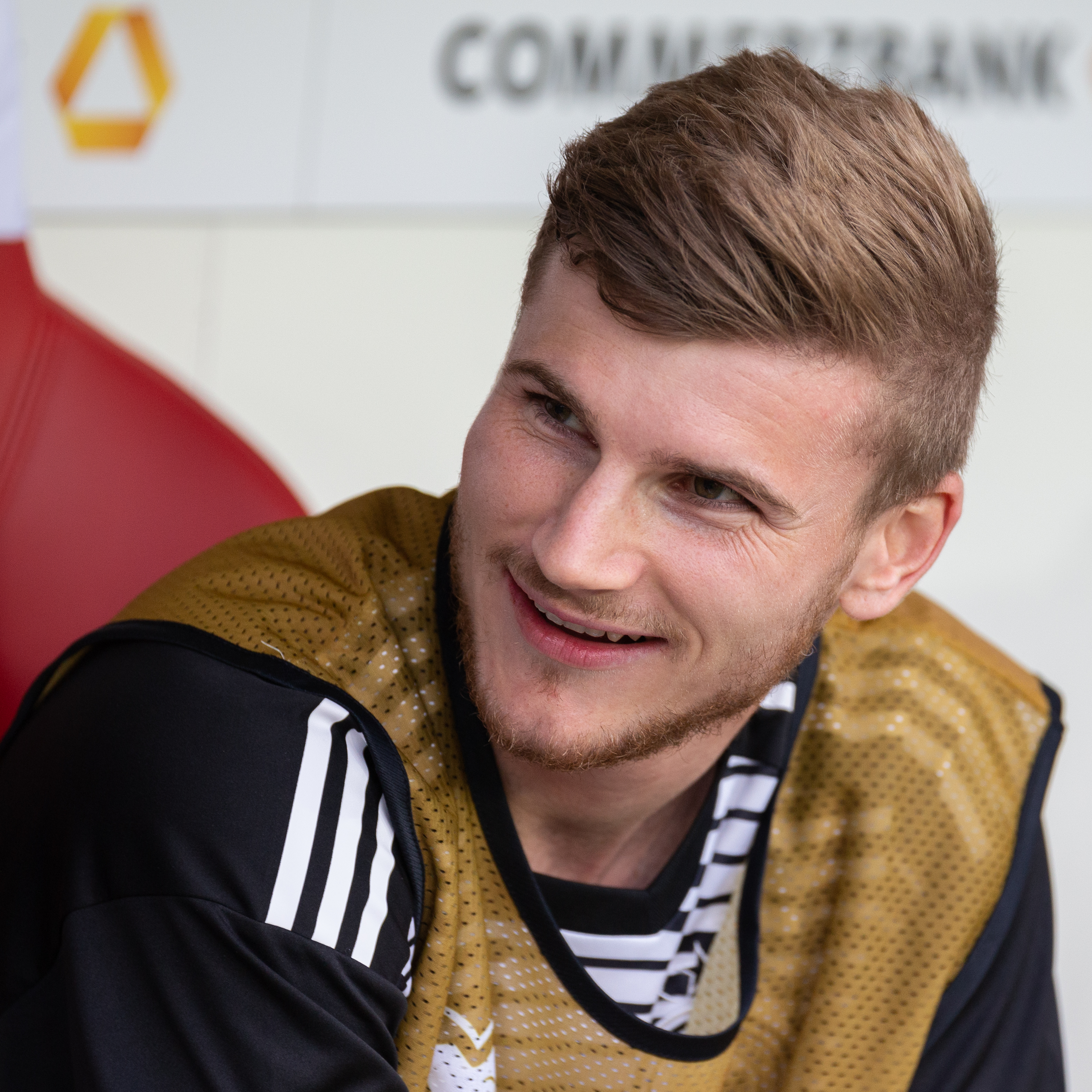
베르너는 2019년에 독일 대표팀과 함께

베르너는 독일 대표팀에서 청소년 대표팀으로 나라를 대표했으며, U15, U16, U17, U19 및 U21 팀에서 뛰었고 총 48 경기에서 34 골을 넣었다. 2010년에는 폴란드와의 경기에서 독일 U15 대표팀 데뷔전에 해트트릭을 기록하기도 했다. 그로부터 두 해 후에는 독일 대표팀이 2012 UEFA U-17 유럽 선수권 대회에서 준우승을 차지한 팀의 일원이었다.
2017년에 헤드 코치 요아힘 뢰브에 의해 독일 대표팀에 처음으로 선발된 베르너는 2017년 3월 22일과 26일에 각각 잉글랜드과의 친선 경기 및 아제르바이잔과의 2018 월드컵 예선 경기에 참가했다.
2017년 5월 17일, 베르너는 러시아에서 개최된 2017 FIFA 컨페더레이션스컵 독일 대표팀 명단에 선정되었다. 그는 대회 개막전에서 오스트레일리아와의 경기에서 산드로 바그너의 대체 선수로 출전했으며, 이후 6월 25일에 열린 독일의 조별리그 마지막 경기에서 카메룬에 선발 출전하여 국제대회에서 처음으로 두 골을 기록했다. 그로부터 네 날 후, 베르너는 멕시코를 상대로 4–1로 이긴 준결승에서 독일의 세 번째 골을 기록했다. 2017년 7월 2일, 베르너는 독일의 2017 FIFA 컨페더레이션스컵 결승에서 칠레를 상대로 라르스 슈틴들의 결승 골을 어시스트했다. 세 골과 두 어시스트로, 베르너는 대회의 골든 부트에 선정되었다.
2018년 6월 4일, 베르너는 독일이 참가한 2018 FIFA 월드컵의 최종 23인 명단에 포함되었다. 그는 6월 17일 독일의 개막 경기에서 1-0으로 패배한 멕시코와의 경기에서 선발 출전하여 첫 번째 FIFA 월드컵 출전을 했다. 그는 남은 조별리그 경기에도 출전했지만 독일은 1938년 이후 처음으로 1차전에서 탈락하며 베르너는 골을 기록하지 못했다.
2021년 5월 19일, 그는 UEFA 유로 2020을 위한 대표팀 명단에 선발되었다. 2022년 6월 14일, 그는 2022–23 UEFA 네이션스 리그 A에서 이탈리아를 상대로 5-2로 이긴 경기에서 득점했으며, 이탈리아가 적어도 1957년 5월 12일 유고슬라비아에 6-1로 패한 이후 처음으로 적어도 다섯 골을 내주는 일이 있었다. 그는 그의 발목 부상으로 인해 2022 FIFA 월드컵 대표팀 명단에 포함되지 않았다.

## 기록

### 클럽
2025년 1월 4일 기준
| 구단             | 시즌        | 리그         | 리그 | 리그 | 컵   | 컵   | 대륙 | 대륙 | 기타 | 기타 | 총합 | 총합 |
| 구단             | 시즌        | 리그         | 출장 | 득점 | 출장 | 득점 | 출장 | 득점 | 출장 | 득점 | 출장 | 득점 |
| ---------------- | ----------- | ------------ | ---- | ---- | ---- | ---- | ---- | ---- | ---- | ---- | ---- | ---- |
| VfB 슈투트가르트 | 2013–14     | 분데스리가   | 30   | 4    | 2    | 0    | 2    | 0    |      |      | 34   | 4    |
| VfB 슈투트가르트 | 2014–15     | 분데스리가   | 32   | 3    | 1    | 0    | —    |      |      |      | 33   | 3    |
| VfB 슈투트가르트 | 2015–16     | 분데스리가   | 33   | 6    | 3    | 1    | —    |      |      |      | 36   | 7    |
| RB 라이프치히    | 2016–17     | 분데스리가   | 31   | 21   | 1    | 0    | —    |      |      |      | 32   | 21   |
| RB 라이프치히    | 2017–18     | 분데스리가   | 32   | 13   | 2    | 1    | 11   | 7    |      |      | 45   | 21   |
| RB 라이프치히    | 2018–19     | 분데스리가   | 30   | 16   | 4    | 3    | 3    | 0    |      |      | 37   | 19   |
| RB 라이프치히    | 2019–20     | 분데스리가   | 34   | 28   | 3    | 2    | 8    | 4    |      |      | 45   | 34   |
| RB 라이프치히    | 2022-23     | 분데스리가   | 27   | 9    | 5    | 5    | 8    | 2    |      |      | 40   | 16   |
| RB 라이프치히    | 2023-24     | 분데스리가   | 8    | 2    | 1    | 0    | 4    | 0    | 1    | 0    | 14   | 2    |
| 첼시             | 2020-21     | 프리미어리그 | 36   | 6    | 5    | 2    | 12   | 4    |      |      | 52   | 12   |
| 첼시             | 2021-22     | 프리미어리그 | 21   | 4    | 9    | 3    | 5    | 4    | 2    | 0    | 37   | 11   |
| 토트넘 홋스퍼    | 2023-24     | 프리미어리그 | 13   | 2    | 1    | 0    |      |      |      |      | 14   | 2    |
| 토트넘 홋스퍼    | 2024-25     | 프리미어리그 | 17   | 0    | 2    | 1    | 5    | 0    |      |      | 24   | 1    |
| 커리어 통산      | 커리어 통산 | 커리어 통산  | 345  | 115  | 39   | 18   | 58   | 21   | 3    | 0    | 444  | 154  |

## 기록

### 대회 기록

#### RB 라이프치히
- DFB 포칼 : 2022-23
- DFL 슈퍼컵 : 2023

#### 첼시 FC
- UEFA 챔피언스리그 : 2020-21[27]
- UEFA 슈퍼컵 : 2021
- FIFA 클럽 월드컵 : 2022

#### 토트넘 홋스퍼 FC
- UEFA 유로파리그 : 2024–25[28]

#### 독일 축구 국가대표팀
- FIFA 컨페더레이션스컵 : 2017

### 개인
- FIFA 컨페더레이션스컵 골든슈 : 2017
- 키커 시즌의 팀 : 2019-20
- 분데스리가 시즌의 팀 : 2019-20
- 분데스리가 이달의 선수 2회
- UEFA 챔피언스리그 Breakthrough XI : 2017
- UEFA 유로파리그 시즌의 스쿼드 : 2017–18
- 프리츠 발터 메달 U17 금 : 2013
- 프리츠 발터 메달 U19 은 : 2015